# María Martínez (esgrimista)
María Gabriela Martínez (nacida el 3 de enero de 1983) es una esgrimista de espada venezolana. 

## Carrera profesional
En 2019, Martínez ganó la medalla de plata en espada individual en el Campeonato Panamericano de Esgrima celebrado en Toronto, Canadá. También ha representado a su país en dos olimpíadas, los Juegos Olímpicos de Verano 2008 celebrados en Beijing, China y la edición de Verano de 2012 realizada en Londres, Inglaterra, en la categoría femenina de espada individual.

## Vida personal
Martínez es miembro de La Iglesia de Jesucristo de los Santos de los Últimos Días.